# ديفيد ميلور (سياسي)
ديفيد ميلور (بالإنجليزية: David Mellor)‏ هو صحفي ومحام بالقضاء العالي وسياسي وناقد موسيقي بريطاني، ولد في 12 مارس 1949 في المملكة المتحدة. حزبياً، نشط في حزب المحافظين.

## مناصب
- في الانتخابات العامة للمملكة المتحدة 1979 [الإنجليزية]‏، انتخب عضو البرلمان الثامن والأربعون للمملكة المتحدة عن دائرة بوتني خلال فترته النيابية ‏ (3 مايو 1979 – 13 مايو 1983).
- في الانتخابات العمومية للمملكة المتحدة 1983 [الإنجليزية]‏، انتخب عضو البرلمان التاسع والأربعون للمملكة المتحدة عن دائرة بوتني خلال فترته النيابية ‏ (9 يونيو 1983 – 18 مايو 1987).
- في الانتخابات العمومية للمملكة المتحدة 1987 [الإنجليزية]‏، انتخب عضو البرلمان الخمسون للمملكة المتحدة عن دائرة بوتني خلال فترته النيابية ‏ (11 يونيو 1987 – 16 مارس 1992).
- في الانتخابات العامة في المملكة المتحدة 1992 [الإنجليزية]‏، انتخب عضو البرلمان الحادي والخمسون للمملكة المتحدة عن دائرة بوتني خلال فترته النيابية ‏ (9 أبريل 1992 – 8 أبريل 1997).
- انتخب Minister of State for Digital and Culture [الإنجليزية]‏ (26 يوليو 1990 – 28 نوفمبر 1990).
- انتخب عضو مجلس الشورى البريطاني.
- انتخب وزير الدولة للشؤون الخارجية  [لغات أخرى]‏ (13 يونيو 1987 – 25 يوليو 1988).
- انتخب Secretary of State for Health and Social Care [الإنجليزية]‏ (25 يوليو 1988 – 27 أكتوبر 1989).
- انتخب Parliamentary Under-Secretary of State for the Home Department [الإنجليزية]‏ (27 أكتوبر 1989 – 26 يوليو 1990).
- انتخب Parliamentary Under-Secretary of State for Arts and Heritage [الإنجليزية]‏ (26 يوليو 1990 – 28 نوفمبر 1990).
- انتخب السكرتير الأول للخزانة [الإنجليزية]‏ (28 نوفمبر 1990 – 11 أبريل 1992).
- انتخب Secretary of State for Culture, Media and Sport [الإنجليزية]‏ (11 أبريل 1992 – 22 سبتمبر 1992).